# Stony Island
Stony Island è un film del 1978 diretto da Andrew Davis, al suo debutto alla regia.
Oltre a una delle prime apparizioni dell'attore Dennis Franz, il film vede la prima comparsa sul grande schermo di Rae Dawn Chong e Susanna Hoffs, figlia della co-sceneggiatrice e qualche anno dopo fondatrice del gruppo delle Bangles.

## Trama
Chicago, anni settanta. Richie Bloom, unico ragazzo bianco dell'isolato in cui vive, decide di formare un gruppo R&B con il suo migliore amico Kevin. Senza risorse ma fortemente determinati i due coinvolgono il loro mentore, l'anziano sassofonista Percy Price, per ingaggiare altri musicisti disadattati e mettere insieme la Stony Island Band. Grazie alla loro abilità e alla loro spavalderia riusciranno a superare molte difficoltà e a fare uno strepitoso debutto.

## Distribuzione e accoglienza
Il film venne proiettato al Chicago International Film Festival il 17 novembre 1978, sparendo presto dalla circolazione fino all'aprile 2012 quando è stato reso disponibile in DVD. Lo stesso anno è stato riproposto al Festival Internazionale di Oldenburg in Germania.

### Critica
Matt Warren del sito Battleship Pretension ha definito Stony Island "contagiosamente entusiastico", aggiungendo: «È una dolce lettera d'amore non retorica per la città di Chicago, per la vibrante scena R&B pre-rap degli anni settanta e per gli anni settanta stessi».
Di diverso avviso è stato il critico del Chicago Reader Dave Kehr, secondo il quale «l'abile fotografia di Tak Fujimoto rende Chicago elegantemente buia e sporca... ma il regista Andy Davis si dimentica di fornire una storia o un reale senso di continuità».

## Riconoscimenti
- 1978 - Chicago International Film Festival
  - Nomination Gold Hugo per il miglior film a Andrew Davis

## Colonna sonora
La colonna sonora del film, composta e arrangiata dal tastierista David M. Matthews, è stata pubblicata nel 1978 dall'etichetta Glades.
1. Stony Island Band - 4:20
2. Song For Percy - 5:35
3. Gangster City - 2:17
4. Let's Get It - 3:25
5. Chase The Train - 3:00
6. Back To Business - 1:24
7. High Speed Posters - 1:40
8. Party Lights - 3:12
9. Ride To Stony Island - 1:21
10. Peace Of Mind - 3:40
11. Percy Fired - 2:03
12. Everything Must Change - 3:48
13. Just A Closer Walk With Thee - 3:31
14. Dream Ride - 2:49

Tra i brani presenti nel film ci sono anche Home Away From Home, composta da Susanna Hoffs e Carmi Simon, e Chi-Town, composta da Rae Dawn Chong e Suzanne Taichert.